# Pfarrkirche Oberndorf in Tirol

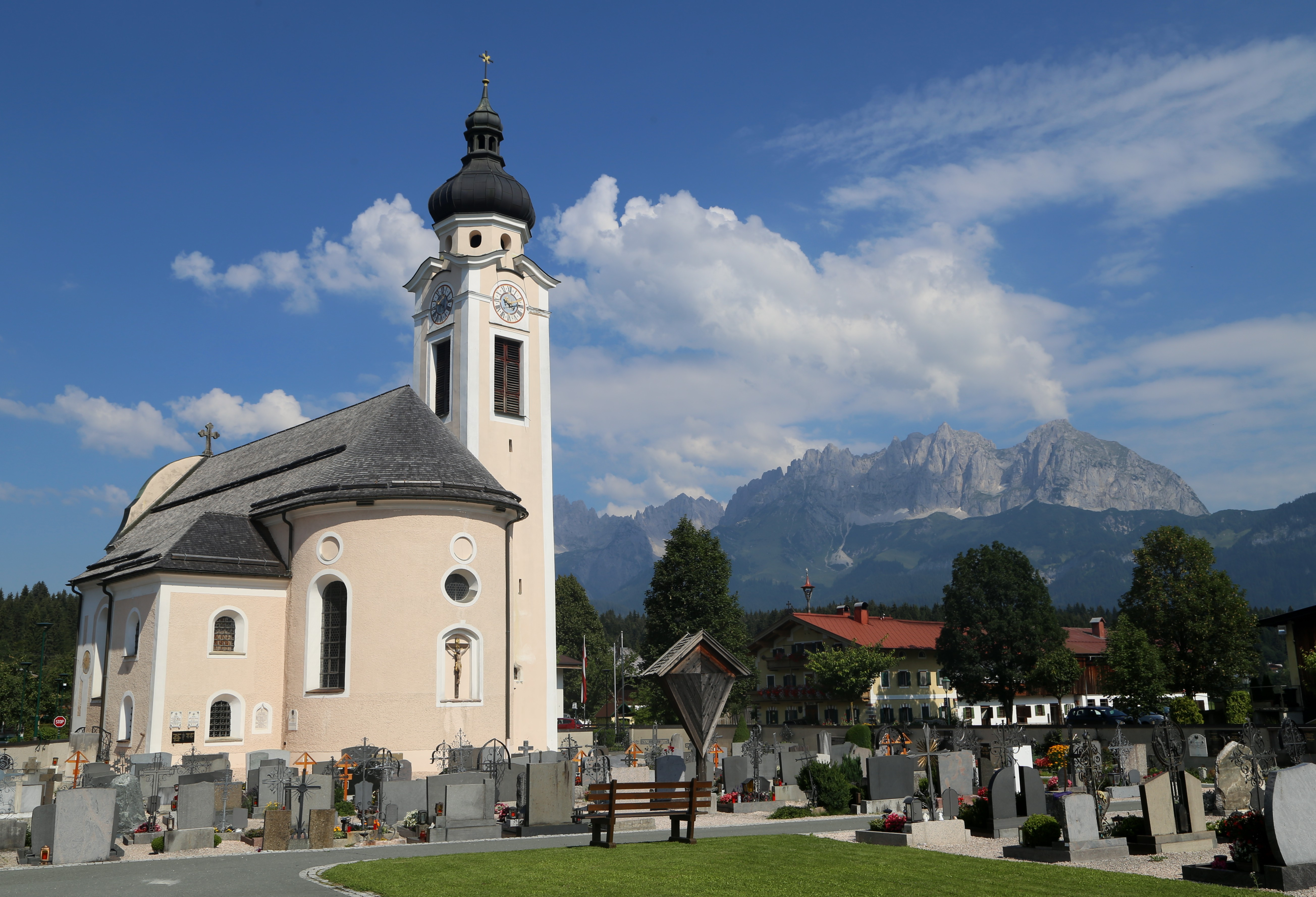
Katholische Pfarrkirche Hll. Philippus und Jakobus in Oberndorf in Tirol

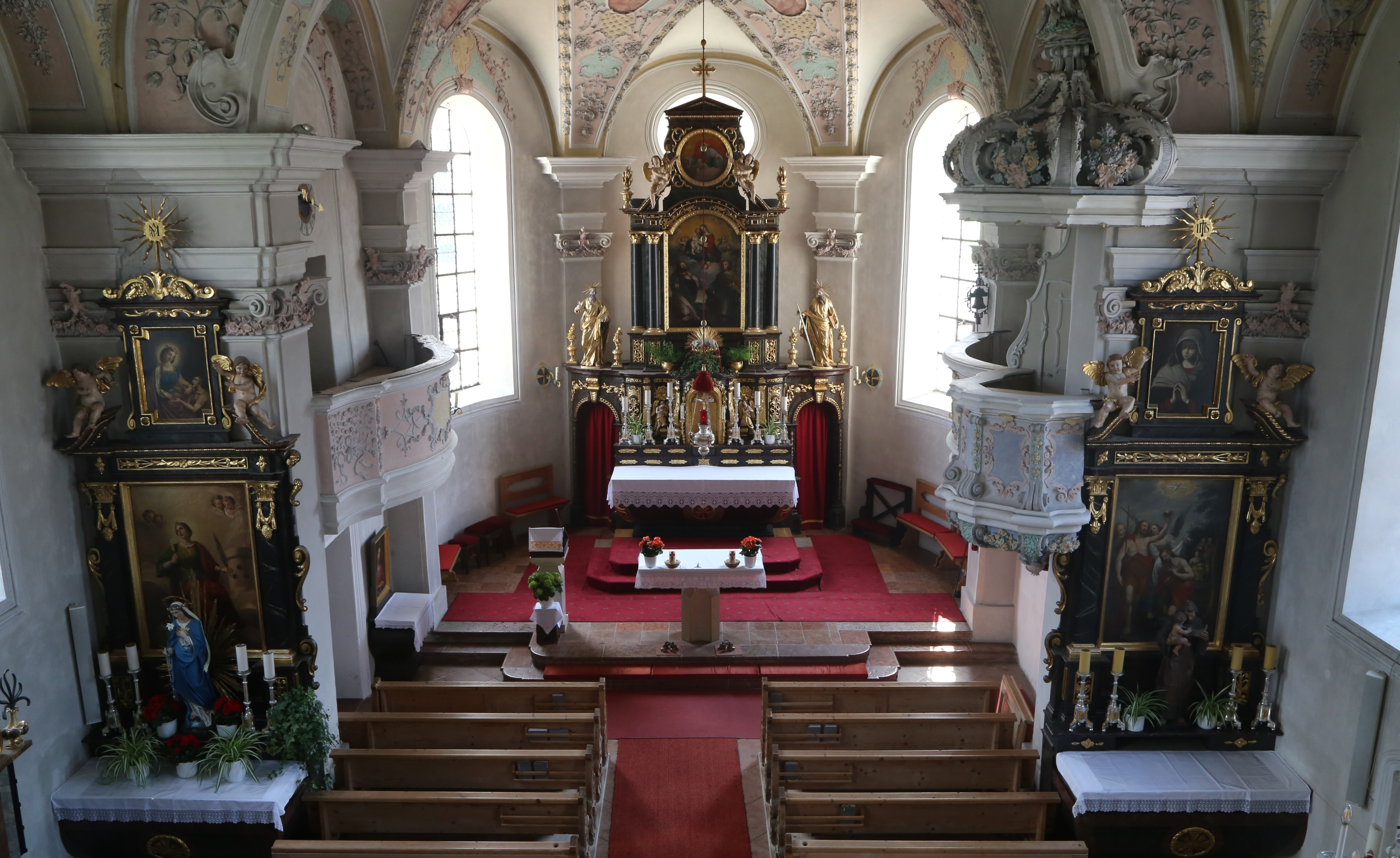
Von der Empore, Hochaltar und Seitenaltäre

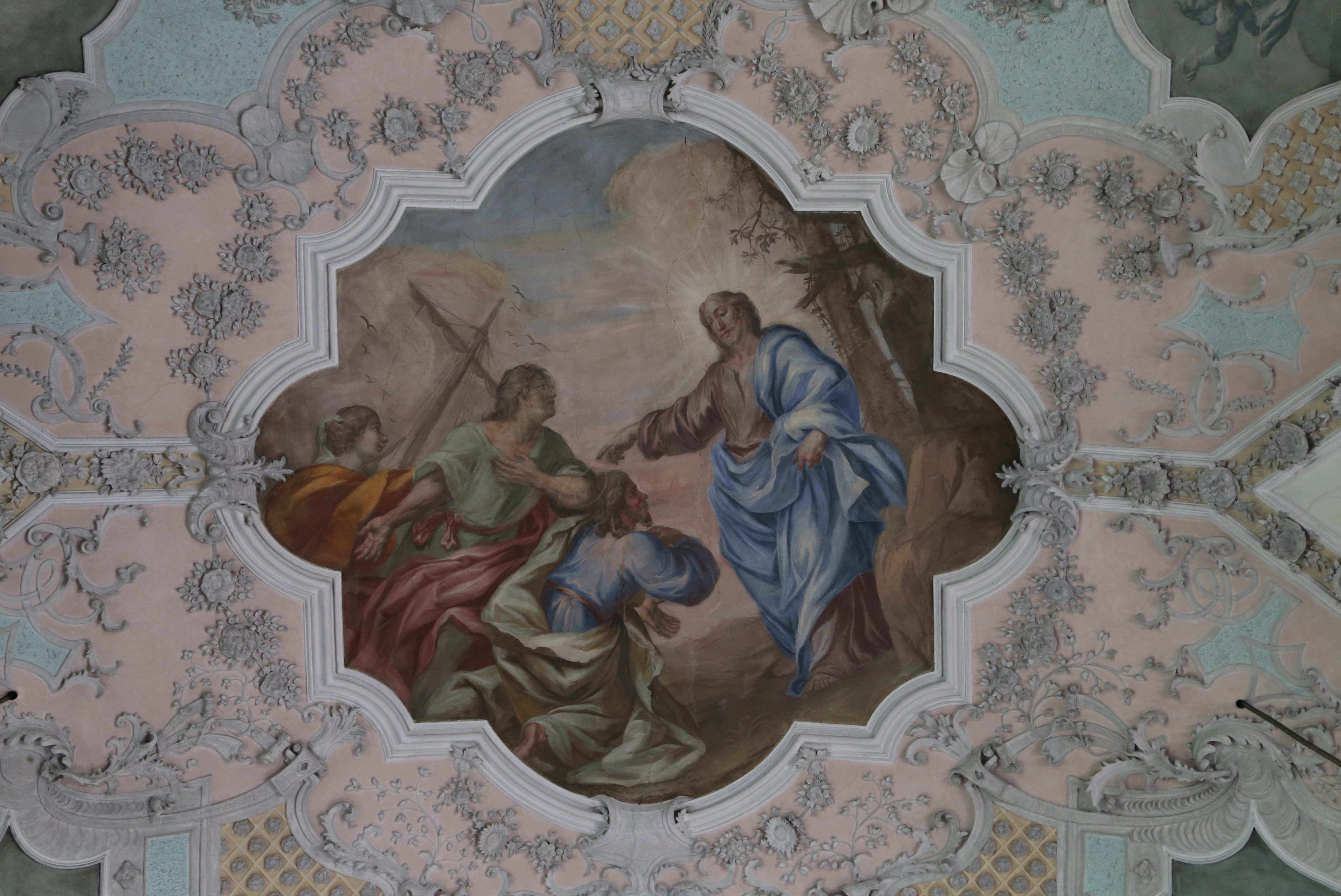
Deckenfresko Berufung von Philippus und Jakobus

Die Pfarrkirche Oberndorf in Tirol steht am Nordrand des Dorfes in der Gemeinde Oberndorf in Tirol im Bezirk Kitzbühel im Bundesland Tirol. Die dem Doppel-Patrozinium Philippus und Jakobus unterstellte römisch-katholische Pfarrkirche gehört zum Dekanat St. Johann in Tirol in der Erzdiözese Salzburg. Die Kirche und der Friedhof stehen unter Denkmalschutz (Listeneintrag).

## Geschichte
1422 wurde eine Kirche genannt. Die Pfarre wurde 1940 gegründet.
1675 wurde der Turm durch den Baumeister Hans Gränbacher erbaut. Der Neubau der Kirche erfolgte von 1733/1734 durch den Baumeister Jakob Singer. Am 14. Mai 1908 wurde die Kirche nach einem Brand stark beschädigt. 1911/1912 erfolgte eine Renovierung.

## Architektur
Der barocke Kirchenbau hat ein Langhaus mit einem leicht eingezogenen rund schließenden Chor und einen Turm sowie eine Sakristei.
Das Kirchenäußere zeigt ein dreijochiges Langhaus mit je drei hohen rundbogigen Fenstern an den Traufseiten. Die Fassaden sind durch Putzfelder und -faschen gegliedert. Die Westfront zeigt über genuteten Lisenen einen geknickten Glockenbogengiebel, ein Vorhallenbau schützt das Rundbogenportal mit einer Tür mit barockem Beschlag. Das Satteldach ist über dem Chor rund abgewalmt. Der Chor hat in einer Nische ein Kreuz, ein querovales Fenster im Scheitel und ein Rundbogenfenster und darüber blinde Kreisfenster. Der Nordturm hat im Erdgeschoß Fenster mit Steingewänden, über den großen hochrechteckigen Schallfenstern sind Ziffernblätter mit gesprengten geschweiften Giebeln und darüber einen niedrigeren Achteckaufbau mit hochovalen Fenstern, der Turm trägt einen Zwiebelhelm mit Laterne. Südseitig ist eine zweigeschoßige Sakristei unter einem Walmdach angebaut.
Das Kircheninnere zeigt ein Langhaus mit Chor unter Stichkappentonnengewölben. Der Triumphbogen ist rundbogig. Die Wandpfeiler mit Pilastervorlagen tragen Gebälkstücke und stuckierte Kapitelle mit Rosengirlanden. Die Westempore aus Holz zeigt Putzfelder und steht auf gedrehten Stützen. Der Chor zeigt vorschwingende Seitenemporen. Die Flächen an den Gewölben und die Fensterbekrönungen zeigen reiche Laub-Bandlwerk-Stukkaturen schuf Hans Singer 1734. Die Freskenmedaillons von Simon Benedikt Faistenberger 1734 zeigen im Chor Taufe Christi, im Langhaus Engel um das Heilig-Geist-Loch, Berufung der Apostel Philippus und Jakobus und die Heiligen Andreas und Jakobus der Ältere vor der Madonna.

## Ausstattung
Der Hochaltar aus 1786 mit Opfergangsportalen entstand unter Verwendung eines Altares aus 1660. Der Altar trägt auf einem hohen Sockel einen Tabernakel mit Engelfiguren von Josef Martin Lengauer, darüber einen zweisäuligen Aufbau mit gesprengten Giebeln, er zeigt das Altarblatt Hll. Philippus und Jakobus vor der Madonna wohl vom Maler Veit Rabl 1660 und das Oberbild Gottvater, die seitlichen Statuen Peter und Paul schuf Benedikt Faistenberger 1660.
Die spätgotischen Statuen hl. Katharina und hl. Mönch entstanden um 1500.
Ein Votivbild zeigt Kämpfe der Schützen von St. Johann in Tirol (Oberndorf war damals ein Teil dieser Gemeinde) gegen die Franzosen 1800.